# Суиндън
Суиндън (на английски: Swindon) е английски град разположен в независимия окръг Суиндън, който от своя страна е част от церемониалното графство Уилтшър в Югозападна Англия. Намира се на еднакво разстояние от Бристъл и Рединг – 64 km и де факто е естествения център между двата града. Отстои на 130 km от столичния град Лондон. Според преброяването от 2017 г. в Суиндън живеят общо 191 314 души.
С Акта за урбанистично развитие от 1952 Суиндън е обявен за Разширяващ се град, което води до бързото увеличаване на населението му. ЖП гара Суиндън е разположена на линиите Лондон – Бристъл и Лондон – Бирмингам. Градът се обслужва от Международно летище Бристъл. Най-важните производства разположени в Суиндън са тези на Хонда, БМВ и Интел. В града са разположени централите на множество застрахователни и кредитни компании. Суиндън е дом на ФК Суиндън Таун.

## Побратимени градове
Суиндън е побратимен с:
- Залцгитер, Германия, от 1975
- Окотал, Никарагуа, от 1990

Поддържа формални връзки, но не е побратимен с:
- Торун, Полша, от 2003
- Чатануга, САЩ, от 2006

## Личности
- Били Пайпър – актриса
- Джъстин Хейуърд – китарист на Муди Блус
- Рейчъл Шели – актриса